# Місія студент
Місія студент — Хто хоче навчатись в Україні? (азерб. Məqsəd Tələbə - Kim Ukraynada təhsil almaq istəyir?, каз. Студент Миссиясы — Украинада оқығың келе ме?, груз. მისია სტუდენტი - ვის უნდა სწავლა უკრაინაში?, рос. Миссия Студент — Кто хочет учиться в Украине?) — освітньо-розважальне телешоу у форматі вікторини, створене для учнів 10-11 класів Казахстану та Азербайджану за замовленням Міністерства освіти та науки, молоді та спорту України. Головною нагородою шоу є грант на отримання вищої освіти в Україні.
Зйомки вікторини проводились в Україні, телевізійні програми демонструвались на центральних та регіональних каналах Казахстану, Азербайджану та Грузії.

## Формат
Формат шоу був розроблений та реалізований українською компанією Euromedia у спільному виробництві з провідними каналами АТВ в Азербайджані та «Хабар» і «Білім» в Казахстані.
Телешоу знімається за підтримки Міністерства освіти ти науки, молоді та спорту України, Міністерства Молоді та Спорту Азербайджанської Республіки та Фонду молоді Азербайджану при Міністерстві молоді та спорту Азербайджанської Республіки, а також в Республіці Казахстан при підтримці Республіканського громадського об'єднання "Єдина дитячо-юнацька організація «Жас Ұлан».
Ідея телешоу виникла як інструмент популяризації освіти в Україні та була втілена в унікальному форматі, що поєднує інтелектуальну гру та розважальне шоу.
Формат освітньо-розважального шоу «Місія студент» особливий тим, що глядачі бачать не лише інтелектуальну гру в студії, але й спостерігають за пригодами учасників під час проекту: подорожі, екскурсії, відвідання п'яти університетів в різних містах України, зустрічі з азербайджанськими та казахстанськими студентами, адміністрацією університетів, а також українськими та іноземними зірками шоу-бізнесу.
Зйомки програми відбувались в п'яти університетах України, в яких учасники шоу побували в першому сезоні проекту, серед яких: Київський національний університет імені Тараса Шевченка, Національний авіаційний університет, Харківський національний університет імені В. Н. Каразіна, Одеський національний політехнічний університет, Полтавський національний технічний університет імені Юрія Кондратюка.
Студійні зйомки проводились в одному з київських знімальних павільйонів.

## Відбір учасників
Для участі в телевізійному проекті «Місія студент» були відібрані найвинахідливіші та найцілеспрямованіші діти Азербайджану та Казахстану. В процесі кастингів з учнями проводились тестування та особисті інтерв'ю, на основі яких найкращих учнів було відібрано та запрошено для зйомок в телешоу.

## Правила
Вікторина складається з шести програм — 5 відбіркових та 1 фінальна. В кожній відбірковій пограмі бере участь 8 людей. Всього у відбіркових програмах вікторини беруть участь по 40 людей з кожної країни.
Кожна програма Вікторини складається з 4-х рівнів:
- Перший рівень «Розвідка боєм»: в рівні задається 12 питань, кожне питання має 4 варіанти текстової відповіді, лише один з яких є правильним.
- Другий рівень «Спецтема»: в рівні задається 12 питань, кожне питання має 4 візуальних варіанти відповіді (картинка або фото), лише один з яких є правильним.
- Третій рівень «Несекретні матеріали»: в рівні задається 4 відео-питання, які задає один з вузів, в котрому побували учасники. Відео-питання складається безпосередньо з питання та 4-х відео-підказок, що підводять до правильної відповіді, а також відео-відповіді.
- Четвертий рівень «Дуель»: в рівні задається 12 питань без варіантів відповіді, на які учасник відповідає усно. Протягом відведеного часу учасник, що перший натиснув на будь-яку кнопку на своєму пульті, отримує право відповісти на питання. Учасник з максимальною кількістю балів за всі 4 рівні оголошується переможцем та виходить у фінал.

Після рівнів 1-3 відсіюються по два учасники з найменшою сумою балів на даний момент. У випадку рівної кількості балів, які учасники набрали за результатами того чи іншого рівня, може застосовуватись спеціальний рівень під назвою «Контрольне запитання» або додатковий показник «середня швидкість відповідей». В результаті — в другому рівні беруть участь 6 людей, а третьому 4 людини, в четвертому 2 людини — одна з яких стає переможцем.
За результатами відбіркових програм до фінальної програми входять 8 людей — 5 переможців відбіркових програм плюс 3 претенденти — учасники з найкращою сумою балів, що вони набрали у відбірковій програмі. Якщо відразу за балами однозначно визначити трьох фіналістів не можна, до учасників з однаковими балами застосовується ще один критерій — «середня швидкість відповідей».
У фіналі порядок та наповнення рівнів збігається з відбірковими іграми, за винятком наступних пунктів: на третьому рівні задається 5 відео-питань — по 1 питанню від кожного ВНЗ, що співпрацюють з проектом. За результатами четвертого рівня «Дуель» визначається переможець вікторини, якого нагороджують головним призом — грантом на навчання в Україні.

## Про творців
Euromedia Company надає послуги з технічної реалізації телевізійних та концертних проектів, а також менеджменту акторів в Європі та країнах СНД вже більше ніж 10 років.
Портфоліо про компанію окрім решти, містить: дебют, участь та перемогу Азербайджану а Пісенному конкурсі Євро бачення (2008–2012), всеукраїнський концертний тур «Вболівай з найкращими» напередодні UEFA EURO 2012, технічне забезпечення «EURO 2012 Final Party».
Euromedia Company забезпечила технічну реалізацію зйомок фіналів шоу «Краса по-українськи» («1+1»), «Королева балу 2012» («ТЕТ»)б «Що ти робив минулої п'ятниці?» («1+1»), реаліті-шоу «Круг» (ICTV), а також розробку та успішну реалізацію телепроєкту «100 найкращих пісень» на телеканалі «Казахстан».
Сайт компанії. [Архівовано 1 січня 2012 у Wayback Machine.]

## Телешоу в Азербайджані
- https://web.archive.org/web/20121128001921/http://studyinukraine.tv/
- Facebook
- Youtube
- Twitter [Архівовано 5 березня 2016 у Wayback Machine.]

## Телешоу в Казахстані
- https://web.archive.org/web/20121214095006/http://studyinukraine.kz/
- Facebook
- Youtube [Архівовано 5 березня 2016 у Wayback Machine.]
- Twitter [Архівовано 5 березня 2016 у Wayback Machine.]